# KevJumba

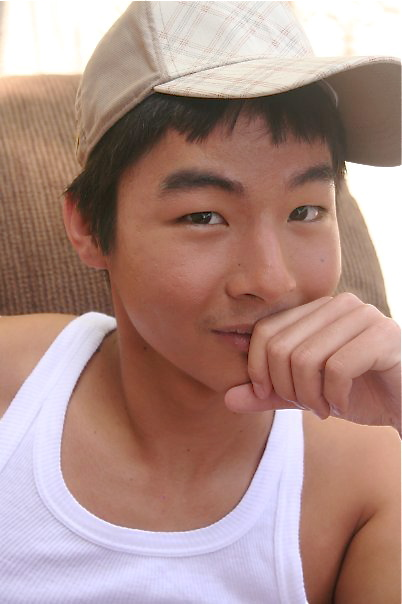
吳凱文

Kevin Wu（吳凱文、ケヴィン・ウー、1990年6月12日 - ）は、アメリカ合衆国のコメディアン。YouTubeのユーザーネーム「KevJumba」（ケヴ・ジュンバ）としてよく知られるYouTubeの有名人。実家はテキサス州にある。
2008年6月5日時点で、彼は、YouTubeの登録ナンバーワンのコメディアンで、全体でも登録者数3位であった。KevJumbaチャンネルと共にJumbaFundチャンネルも開設し、こちらのチャンネルではビデオを見るたびにお金が寄付されると言う慈善活動をしている。彼のコメディーはYouTubeに投函されたデイブ・チャペルのスタンドアップ・コメディーに触発されている。YouTubeのユーザー名をKevJumbaとした理由はMattJumbaと言うハンドルネームを使っていた友達がおり、それを面白がり自分のユーザ名に反映した。
2010年には、アメージング・レースの第17シーズンに父親のマイケル・ウーとチームを組んで参加をした。